# Небоскрёб Гинзбурга
Небоскрёб Гинзбурга, или Дом Гинзбурга — 12-этажный небоскрёб, стоявший в Киеве в начале XX века. Вошёл в историю как «первый небоскрёб Украины». Строился в 1910—1912 годах, был взорван 24 сентября 1941 года и полностью уничтожен в начале 1950-х годов, когда проводилась окончательная разборка фундамента дома. В год постройки был одним из самых высоких небоскрёбов Российской империи.

## Строительство
На месте, где был возведён Дом Гинзбурга, к началу XX века стоял 4-этажный дом военного инженера М. П. Фабрициуса.
Строительство небоскрёба началось во время второго строительного бума, в 1910 году на улице Институтской, на месте домов № 14, № 16 и № 18 (40-50 м на север от теперешней гостиницы «Украина»). Проект разработали одесские архитекторы — А. Б. Минкус и Ф. А. Троупянский.
По плану дом должен был иметь h-образную форму и разноэтажность по сторонам сооружения (её обусловило расположение дома на холме) — все 11 этажей было видно только с Николаевской улицы.
Владельцем сооружения был известный строитель-подрядчик, купец первой гильдии Лев Борисович Гинзбург, который на площади в 2036 квадратных саженей (около 9300 м²) решил построить «доходный дом».
В 1889 году он выкупил у Михаила Фабрициуса участок, а впоследствии снёс 4-этажный «доходный дом» (дом № 18), который здесь находился. Лев Гинзбург был владельцем строительной фирмы, которая и занялась строительством дома.
Сооружение обошлось в 1 500 000 рублей.
Было использовано 12 млн кирпичей. Строительство велось в неблагоприятных геолого-гидрологических условиях, но с использованием новейших на то время технологий. Дом Гинзбурга строился в стиле «модерн» (все здания Крещатика начала XX века были выполнены в этом стиле). В 1912 году строительство небоскрёба закончили, тогда же состоялось и открытие. Дом сразу стал самым современным в Киеве, поскольку имел редкие в то время кованые лифты американской фирмы «Отис».

### Высота
Поскольку высота одного этажа небоскрёба была 4 м, то, возможно, дом имел 45-55 метров высоты, которая была на уровне киевских колоколен. Кроме того, над зданием ещё возвышалась башня со шпилем, придававшая дому ещё 10 метров высоты. Поэтому высота со шпилем могла колебаться от 60 до 70 метров и до сих пор точно не определена.
Жилые дома такой высоты, как небоскрёб Гинзбурга, в начале XX века существовали лишь в США, Германии, Аргентине и Канаде.

## История

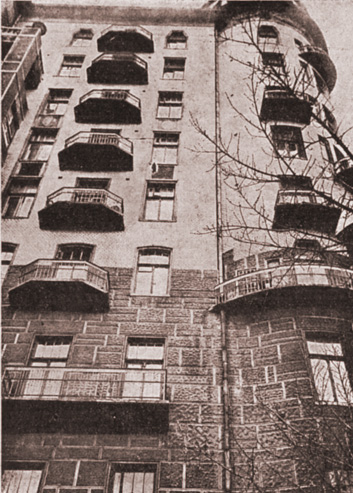
Небоскрёб Гинзбурга

Дом использовался как гостиница для приезжих и для сдачи квартир в аренду; в те времена такие дома назывались доходными. В небоскрёбе насчитывалось 94 роскошных квартиры, крупнейшие из которых насчитывали 11 комнат. Всего комнат было около 500.
Данное здание обслуживало большое количество прислуги, только уборщиков было больше двадцати.
На первых этажах дома Гинзбурга находился торговый центр (здесь размещались продовольственные магазины). Сооружение увенчивалось башней, откуда открывались прекрасные панорамы Киева. Дом Гинзбурга был настолько известен, что каждый извозчик знал, где он находится. Благодаря высоте в 50—60 метров здание было видно даже за несколько километров.
С 1913 года в небоскрёбе проживал князь Александр Оболенский, штаб-ротмистр, один из адъютантов Киевского, Подольского и Волынского генерал-губернатора Фёдора Трепова.
С 1915 по 1918 год в доме Гинзбурга жил полтавский купец второй гильдии Сергей Аршавский — заказчик и бывший владелец известного Дома плачущей вдовы.
Осенью 1913 года известный художник Александр Мурашко на 11-м этаже здания открыл «Художественную студию Александра Мурашко», в которой одновременно учились почти 100 человек. Сам владелец, Лев Гинзбург, жил не в небоскрёбе, а в построенном вблизи двухэтажном доме.
Также в доме жил прозаик Вадим Охрименко — заядлый охотник, корреспондент газеты «Правда» и большой друг Максима Рыльского.
На 1917 год дорогие квартиры небоскрёба (за год проживания в нём) стоили от 1300 до 1700 рублей.
В советские времена небоскрёб был национализирован. Его превратили в жилой дом — гостиничные номера перепланировали в коммунальные квартиры. К 1928 году Дом Гинзбурга был самым высоким в Советском Союзе.
Дом участвовал в съёмке экспериментального советского фильма «Человек с киноаппаратом» в 1929 году, в фильме была снята башня и внутренний двор небоскрёба.
Когда в 1941 году германские войска оккупировали Киев, небоскрёб Гинзбурга стал подпольной штаб-квартирой советского разведчика Ивана Кудри, где он хранил своё оружие и ценности. Также разведчик использовал здание для передачи радиограмм.
По воспоминаниям современников, некоторые паломники, приезжавшие из других городов и направлявшиеся в Софийский собор и Киево-Печерскую лавру, крестились перед небоскрёбом, принимая его за храм.

### Разрушение
За несколько дней до оккупации Киева немецкими войсками инженерные части 37-й армии Юго-Западного фронта совместно с подразделениями НКВД начали широкомасштабное минирование города. За короткое время были заминированы электростанции, водопровод, железнодорожные пути, мосты через Днепр, административные здания и некоторые большие дома. Операцию проводили в режиме секретности. Так, в подвалы дома Гинзбурга взрывчатку в деревянных ящиках сотрудники НКВД заносили под прикрытием перемещения архивов. Для подрыва использовались новейшие радиоуправляемые фугасы и дистанционные взрывные устройства «Беми» (такую взрывчатку впервые применили на практике красноармейцы).
Координировали сапёрные работы представитель Генштаба капитан Хилякин и начальник инженерного управления 37-й армии полковник Александр Голдович, а непосредственным исполнителем взрывных работ в самом городе был командир 11-го взвода спецназначения лейтенант Михаил Татарский.
24 сентября 1941 года, на пятый день оккупации Киева, около 23:00 дом Гинзбурга и ещё несколько зданий на Крещатике были взорваны. От гигантского здания остался лишь остов.
Всего во взрывах 24—27 сентября было уничтожено 16 зданий Крещатика (включая дом Гинзбурга). Взрыв не полностью уничтожил небоскрёб — окончательно его снесли в 1950-х годах во время «расчистки» Киева. Интересно, что фундамент небоскрёба начали разбирать лишь в начале подготовки к строительству гостиницы «Москва».
В 1954—1961 годах на месте, где стоял Дом Гинзбурга, возвели гостиницу «Москва» (с 2001 года — «Украина»).

## Другие дома Гинзбурга

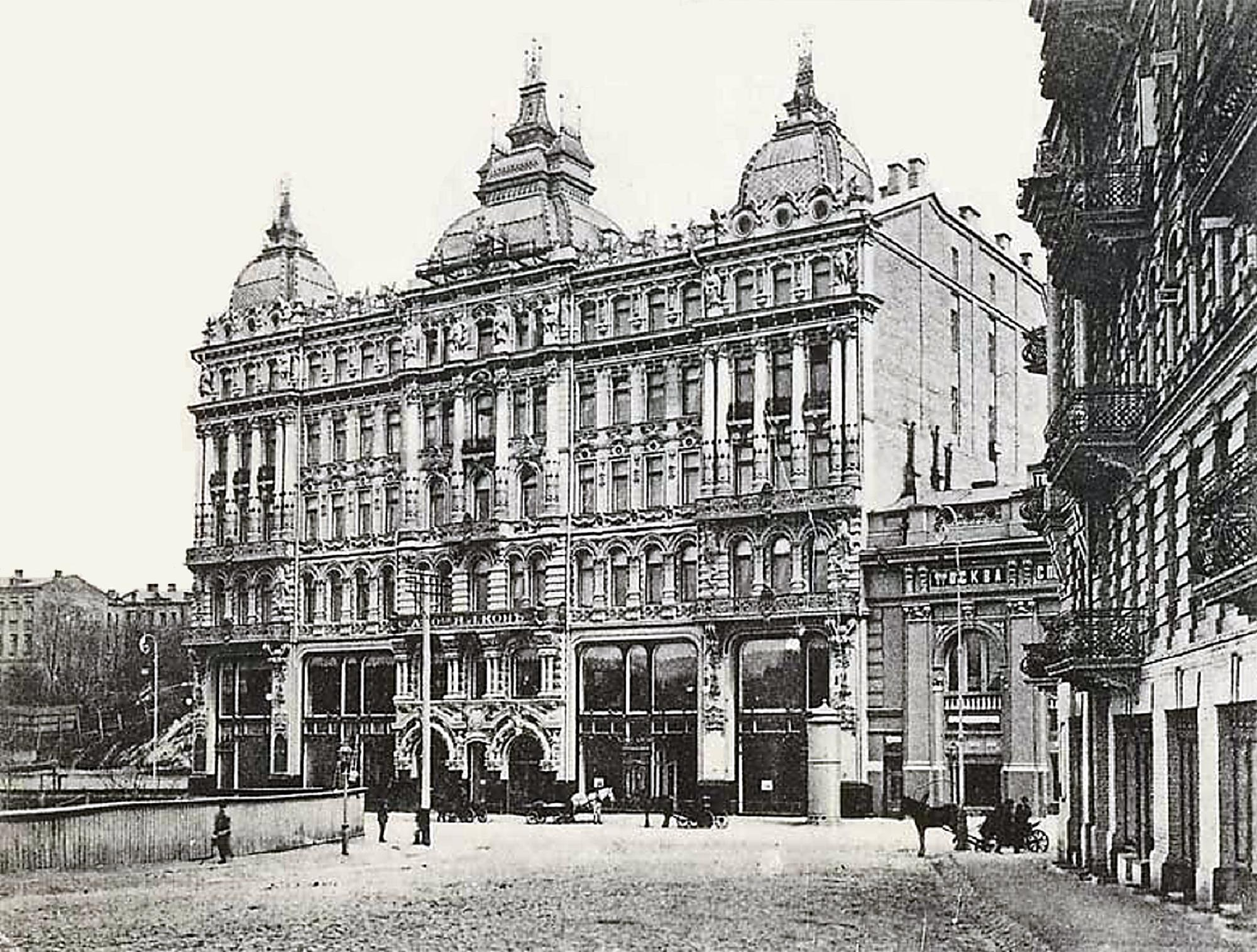
Доходный дом Гинзбурга

Кроме небоскрёба, домом Гинзбурга называли шестиэтажный «Доходный дом» по улице Городецкого, 9 (Киевский Париж). Помимо основных 6 этажей дом имеет ещё два — подземный и мансардный.
«Строительная фирма Льва Гинзбурга» построила и другие здания — Национальный банк Украины, дом Национальной филармонии Украины, Дом учителя, Национальный художественный музей Украины и другие.
Жилой дом Наркомфина в Москве, спроектированный М. Я. Гинзбургом и И. Ф. Милинисом, также назывался «домом Гинзбурга».

## Упоминания в литературе
Дом Гинзбурга упомянут в сборнике рассказов «Фронт без линии фронта», а именно в произведении «Два года над пропастью» Виктора Дроздова и Александра Евсеева. По этому произведению был снят художественный фильм, где авторы выступили как сценаристы:
Был поздний вечер. Крещатик горел. Под взрывы, при свете зарева измученные и объятые ужасом люди до рассвета таскали свои вещи и детей на откосы и обрывы Днепра. Кудря и Мария Ильинична шли по улице, толкая перед собой детскую коляску, в которой лежал чемодан и кое-что из одежды — всё что они успели взять с собой. Они ещё думали, что через день-другой вернутся на Институтскую. Когда подошли к зданию филармонии, где-то сзади раздался взрыв. Пламя взметнулось в небо. «Дома Гинзбурга» больше не существовало…
Не существовало больше и оружия, шифров, паспортов, денег, адресов, продуктов — почти всего того, что с таким трудом подбирал себе Кудря для работы. Всё надо было начинать сначала.
Дом упоминается также в книге «Спутник по городу Киев, 1912 год»:
…гигант Л. Б. Гинзбурга — самое высокое и обширное здание во всём городе; дом этот имеет 10-12 этажей и 90 квартир, заключающих в общем свыше 500 комнат. С балконов верхних этажей этого «небоскрёба» открывается широкий вид  на Старый Город с его древнейшими церквями; отсюда можно также обозревать в ясную погоду почти весь город «с высоты птичьего полёта».